# Якша (Костромская область)
Якша — поселок в Чухломском муниципальном районе Костромской области. Административный центр Петровского сельского поселения
В поселке работает контактный зоопарк имени И.А. Ковалева. Там представлено 13 видов минипигов, козы, шиншиллы и обезьяна.

## География
Находится в северной части Костромской области на расстоянии приблизительно 18 км на восток по прямой от города Чухлома, административного центра района на правом берегу реки Мелша.

## Население
Постоянное население составляло 505 человек в 2002 году (русские 96 %), 424 в 2022.